# Lolita (roman)
Lolita is een roman van de Russisch-Amerikaanse schrijver Vladimir Nabokov die in 1955 in het Engels werd gepubliceerd en waarvan de auteur in 1967 een zelf vertaalde Russische uitgave uitbracht. In het boek vertelt de hoofdpersoon, een literatuurhoogleraar van middelbare leeftijd met het pseudoniem Humbert Humbert, over zijn obsessie voor een twaalfjarig Amerikaans meisje, Dolores Haze, dat hij seksueel molesteert nadat hij haar stiefvader is geworden. "Lolita" is de bijnaam die deze onbetrouwbare verteller geeft aan Dolores. Hoewel het boek weinig of geen expliciete taal bevat, gaf het aanstoot voor degenen die de seksuele allusies als pornografisch beschouwden en vooral door het thema pedofilie, dat sindsdien nog meer het ultieme kwaad is geworden. Het boek werd in 1962 verfilmd door Stanley Kubrick en in 1997 nogmaals door Adrian Lyne.

## Inhoud
Lolita vertelt de geschiedenis van de gecultiveerde literaire wetenschapper Humbert Humbert, die in mei 1947 in de VS op zoek naar een kamer kiest voor die van hospita Charlotte Haze, omdat hij heimelijk seksueel geobsedeerd is door de nimfachtige dochter van Charlotte, Dolores Haze, geboren op 1 januari 1935, dus 12 jaar oud. Hij noemt het meisje Lolita of kortweg Lo, en ook wel Dolly. In juni moet Dolores van Charlotte de hele zomer op zomerkamp. Humbert is teleurgesteld dat hij haar twee maanden van de twee jaar dat ze voor hem nog aantrekkelijk is moet missen. Terwijl Charlotte Dolores wegbrengt naar het kamp krijgt hij via het dienstmeisje een brief van Charlotte waarin staat dat ze met hem wil trouwen, en dat hij anders moet vertrekken. Om contact te houden met Dolores stemt hij ermee in. Als Charlotte echter diezelfde zomer achter zijn intenties komt door Humberts dagboek te lezen raakt ze in shock, wordt in haar paniek geschept door een auto en overlijdt. Humbert liegt tegen zijn vrienden dat hij Charlotte al van vroeger kende. Zo wekt hij de indruk dat hij de biologische vader is van Dolores en niet alleen sinds kort haar stiefvader, waardoor het acceptabeler wordt dat hij haar informeel onder zijn hoede neemt.
Humbert haalt Dolores op van het zomerkamp waar zij verblijft, maar vertelt haar eerst alleen dat ze in het ziekenhuis ligt. Zij beginnen een rondreis door de VS, die een jaar zal duren, van augustus 1947 tot augustus 1948. Humbert begint haar seksueel te misbruiken; de eerste keer geeft hij haar zonder dat ze dat weet een slaapmiddel, zodat ze er niets van zou merken, maar het middel is daarvoor niet sterk genoeg; ze hebben wel seks. Dolores wil haar moeder bellen, waarop Humbert haar vertelt dat ze overleden is. Humbert spiegelt Dolores voor dat als het uitkomt wat ze doen dat ook voor haar consequenties heeft, namelijk dat ze dan naar een tuchtschool moet. Na de rondreis gaan ze in New England wonen, en gaat Dolores naar school. In mei 1949 gaan ze opnieuw rondreizen.
Langzamerhand wordt duidelijk dat Dolores en Humbert als door een schaduw gevolgd worden door een man die later de obscure Clare Quilty blijkt te zijn, een oude bekende die ooit het schooltoneelstuk schreef waarin Dolores een hoofdrol vervulde. Humbert wordt steeds meer geplaagd door gevoelens van paranoia waardoor een schier onwerkelijke sfeer ontstaat. Eind van het lied is echter dat Dolores hem in juli 1949 toch verlaat ('ontvlucht') voor Quilty. Die wil echter dat ze meespeelt in een kinderpornofilm, wat ze weigert.
In september 1952 ontvangt Humbert een brief van Dolores. Ze is getrouwd met ene Dick Schiller en is zwanger. Ze hebben schulden, daarom vraagt ze hem om een paar honderd dollar. Ze geeft alleen een poste restante adres op, omdat hij misschien nog boos op haar is. Hij denkt dat Dick haar destijds heeft ontvoerd, en wil hem vermoorden. Humbert komt achter het adres en gaat er heen. Dick blijkt een eenvoudige arbeider die er niets mee te maken heeft. Na aandringen vertelt Dolores dat ze Humbert verlaten heeft voor Quilty, en waarom ze later Quilty verlaten heeft. Humbert doet een beroep op haar om Dick te verlaten en weer met hem te gaan samenleven. Ze weigert, maar krijgt wel 5000 dollar. Het is een voorschot op de erfenis van Charlotte.
Humbert begeeft zich naar Quilty's woning en vermoordt hem. Kort daarna wordt Humbert gearresteerd, en in zijn slotgedachten bevestigt hij zijn liefde voor Dolores en vraagt hij om zijn memoires niet openbaar te maken tot na haar dood. Dolores sterft in het kraambed op eerste kerstdag in 1952, waarmee Humberts voorspelling dat "Dolly Schiller mij waarschijnlijk vele jaren zal overleven" niet uitkomt.

## Typering

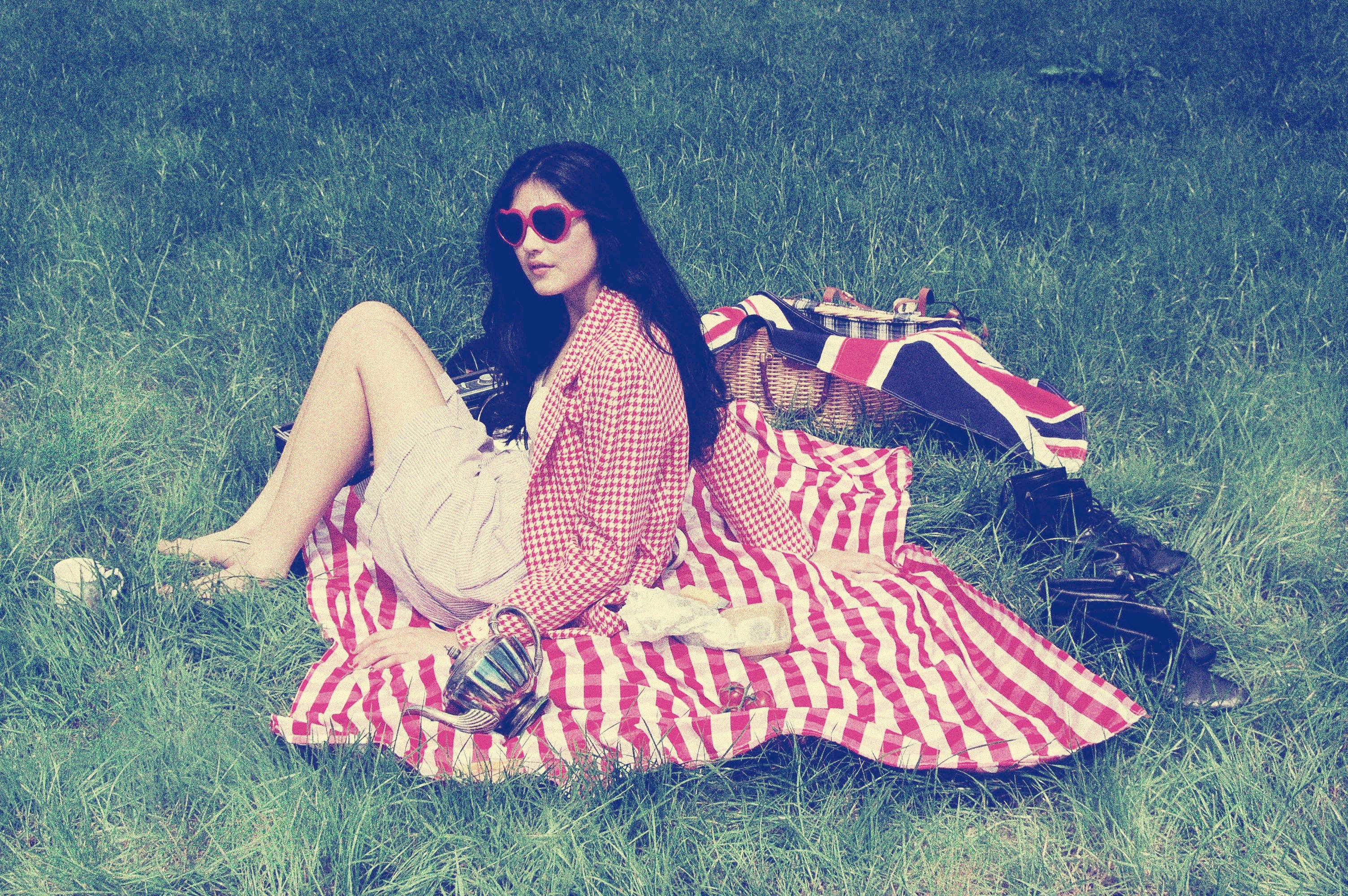
De naam Lolita kwam na de ophef over de roman en nog meer na de verfilming ervan door Kubrick symbool te staan voor de combinatie van erotiek en pubermeisjes.

Lolita is vanaf het moment van publicatie in 1955 een controversiële roman geweest, niet alleen vanwege het manisch-erotische perspectief van Humbert, maar met name ook vanwege de leeftijd van Lolita. Inmiddels is het boek de schandaalsfeer echter ruimschoots ontstegen en wordt het door critici beoordeeld op zijn literaire merites. Velen van hen rekenen het tot het beste wat de literatuur van de twintigste eeuw heeft voortgebracht.
Op het voorwoord van de psychiater na wordt Nabokovs roman volledig verteld vanuit het onbetrouwbare perspectief van de dader, Humbert Humbert (een pseudoniem). Enkele dagen vóór zijn proces overleed hij in voorhechtenis aan een hartinfarct, maar niet zonder bij testament te hebben voorzien in de publicatie van het manuscript met zijn "bekentenis". Verderop blijkt dat de "bekentenis" is geschreven voor de jury van de rechtbank die hem moet veroordelen of vrijspreken, "natuurlijk niet om mijn hoofd, maar om mijn ziel te redden". De lezers die zich een moreel oordeel moeten vormen, zitten dus in een lastig parket. Ze worden opgesloten in het hoofd van een gewelddadige pedoseksueel die weliswaar enige zelfkritiek aan de dag legt, maar wiens weergave van Lolita's gedrag niet zomaar voor realiteit kan worden aangenomen, zoals wanneer hij voorhoudt dat het initiatief voor hun eerste seksuele contact kwam van het prepuberale meisje (wat hij een "nymphet" noemt, een nimfijn). De lezers mogen nog zozeer op hun hoede zijn voor manipulatie door een pervert, het is moeilijk te weerstaan aan het virtuoze raffinement waarin hij hen zijn waanbeelden voorschotelt. Voortdurend voelbaar in de persoon Humbert, is de drang tot het najagen van lustgevoelens, uiteindelijk zelfs ten koste van andermans leven. Tegelijkertijd wordt ook het Amerika van de jaren '50 getypeerd.
In zijn nawoord van 1956 schreef Nabokov dat Lolita geen boodschap of moraal bevatte: aan didactische fictie deed hij niet, alleen op esthetische vervoering was hij uit. Dat neemt niet weg dat hij zijn personnage onomwonden een "maniak" en een "pervert" noemde. Lolita noemde hij dan weer een "arm kind" dat nooit zinnelijk reageerde op de liefkozingen van de aanbidder die haar in het verderf stortte.
Los van de inhoud valt Lolita in stilistische zin op: het is sterk lyrisch geschreven, met passages die lijken op gedichten in proza. Typerend voor Nabokov zijn ook de vele woordspelingen en allusies. Soms krijgt het boek daarmee iets van een puzzel. Met betrekking tot de figuur van Lolita zijn bijvoorbeeld verholen referenties te ontdekken aan Alice in Wonderland, De kleine zeemeermin, Tristan en Isolde, Edgar Allan Poe en een schilderij van John William Waterhouse.

## Geschiedenis, commotie en erkenning

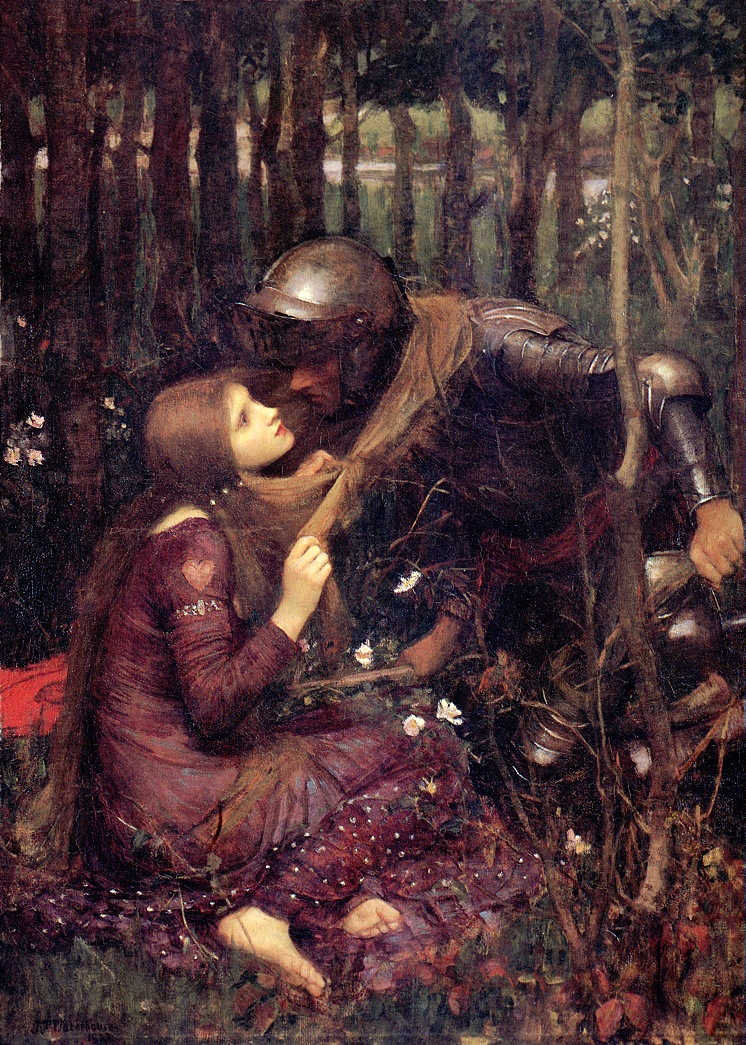
La belle dame sans merci, schilderij van Waterhouse naar een gedicht van Keats, waaraan Nabokov refereert in Lolita

Het thema van de liefde van een oudere man voor een jong meisje intrigeerde Nabokov al ruim voordat hij begon te schrijven aan Lolita. Reeds in 1939 gaf hij er een beschrijving van in zijn novelle De tovenaar, zonder dat hij het toen ter publicatie aanbood. Na de Tweede Wereldoorlog, inmiddels geëmigreerd vanuit Europa naar de Verenigde Staten, nam hij het thema ter hand en na vijf jaar schrijven voltooide hij Lolita op 6 december 1953.
Nabokov bood zijn manuscript aan bij de Amerikaanse uitgevers Viking Press, Simon & Schuster, New Directions, Farrar, Straus en Doubleday, maar vanwege het controversiële onderwerp kreeg hij overal nul op het rekest. Uiteindelijk verscheen het in 1955, vol met typografische fouten, bij de obscure Olympia Press te Parijs, in een oplage van 5000 exemplaren.
Hoewel de eerste Olympia-uitgave vrij snel uitverkocht was, liet de kritiek de roman in eerste instantie ongemoeid. Pas toen schrijver Graham Greene Lolita eind 1955 in de Sunday Times een van de drie beste boeken van 1955 noemde, kwamen er felle tegenreacties los. Met name de Engelse pers stond bol van felle bewoordingen waarin Lolita werd neergezet als pornografisch en in strijd met alle goede zeden. In Frankrijk werd de herdruk na een proces voor twee jaar verboden. Lange tijd zag het ernaar uit dat de roman ook in Amerika niet kon verschijnen, maar uiteindelijk werd het eind 1958 toch gepubliceerd bij Putnam.
Na de publicatie in Amerika veroverde Lolita in korte tijd de rest van de wereld: overal verschenen vertalingen en de roman bereikte hoge oplages, mede vanwege alle commotie. Voor Nabokov, die zichzelf overigens weinig of niet in de publieke discussie over zijn werk heeft gemengd, betekende het dat hij eindelijk volledig van de pen kon leven. In 1967 vertaalde hij de roman zelf in het Russisch, zijn moedertaal.
Tegenwoordig wordt Lolita vooral geprezen om haar literaire kwaliteiten. Lolita werd in 1999 op de vierde plaats verkozen in Modern Library's lijst van 100 beste Engelstalige romans uit de twintigste eeuw. Ook maakt het deel uit van de lijst van Belangrijkste boeken uit de wereldliteratuur en Le Mondes lijst van 100 Boeken van de Eeuw.

## Beginregels
De openingszin van Lolita werd gekozen op plaats 5 van de American Book Reviews lijst van beste openingszinnen.
Lolita, mijn levenslicht, mijn lendevuur. Mijn zonde, mijn ziel. Lo-lie-ta: de tongpunt daalt drie treden het gehemelte af en tikt bij drie tegen de tanden. Lo. Lie. Ta. Ze was Lo, gewoon Lo, als ze met haar één meter vijftig 's ochtends met één sok aan stond. Ze was Lola in een lange broek. Ze was Dolly op school. Ze was Dolores als ze ergens haar naam onder zette. Maar in mijn armen was ze altijd Lolita.— Lolita, Vladimir Nabokov. Vertaling: Rien Verhoef

## Nederlandse vertalingen
In 1958 verscheen de Nederlandse vertaling van Lolita door Maurice Sigismund (Bob) Coutinho, waarmee Uitgeverij Oisterwijk wereldwijd de eerste uitgave buiten het Engelse taalgebied verzorgde. Nabokov was razend enthousiast over de tekeningen van P.A.H. van der Harst voor de omslag en de band. Hij vond het "hartveroverend" hoe raak ze de "aandoenlijke aanvalligheid van het arme kind" hadden getroffen.
De Bezige Bij bracht in 1994 een tweede vertaling uit van de hand van Rien Verhoef.